# Ängsjön (Gräsmarks socken, Värmland)
Ängsjön är en sjö i Sunne kommun i Värmland och ingår i Göta älvs huvudavrinningsområde. Sjön är 18 meter djup, har en yta på 1,59 kvadratkilometer och befinner sig 273 meter över havet. Sjön avvattnas av vattendraget Brattaälv. Vid provfiske har abborre, elritsa och röding fångats i sjön.

## Delavrinningsområde
Ängsjön ingår i det delavrinningsområde (664299-133138) som SMHI kallar för Utloppet av Ängsjön. Medelhöjden är 303 meter över havet och ytan är 9,05 kvadratkilometer. Det finns inga avrinningsområden uppströms utan avrinningsområdet är högsta punkten. Brattaälv som avvattnar avrinningsområdet har biflödesordning 4, vilket innebär att vattnet flödar genom totalt 4 vattendrag innan det når havet efter 340 kilometer. Avrinningsområdet består mestadels av skog (70 procent). Avrinningsområdet har 1,59 kvadratkilometer vattenytor vilket ger det en sjöprocent på 17,5 procent.